# Annamária Keller
Annamária Keller (Pécs, 5 dicembre 1977) è un'ex cestista ungherese.

## Carriera
Con l'Ungheria ha disputato i Campionati europei del 2003.